# Coelestin Svoboda
Coelestin Svoboda (* 1. August 1893 in Babylon; † 16. August 1943 in Zditz) war ein deutscher römisch-katholischer Geistlicher, Prämonstratenser und Opfer des Nationalsozialismus.

## Leben
Heinrich Svoboda wuchs als Sudetendeutscher auf. Er trat am 28. September 1912 in das prämonstratensische Stift Tepl ein, nahm den Ordensnamen Coelestin an und legte am 1. Oktober 1916 Profess ab. 1917 wurde er zum Priester geweiht. Er war ab 1928 Kaplan in Dobrzan, ab 1937 Pfarrer in Auherzen und ab 1942 Pfarrer in Hudlitz. Nach zweimaliger Gestapohaft und Verbannung starb er im August 1943 auf der Straße bei Zditz (südlich Hudlitz) an den Folgen der erlittenen Misshandlungen.

## Gedenken
Die deutsche katholische Kirche hat Pater Coelestin Svoboda als Blutzeugen aus der Zeit des Nationalsozialismus in das deutsche Martyrologium des 20. Jahrhunderts aufgenommen.